# A Happening in Central Park
A Happening in Central Park — первый концертный альбом американской певицы Барбры Стрейзанд, выпущенный под эгидой Columbia Records и спродюсированный Джеком Голдом. Пластинка вышла в 1968 году в США и была переиздана 25 июля 1989 года. Запись альбома прошла в Центральном парке (Нью-Йорк, США) 17 июня 1967 года перед аудиторией в количестве 135 000 человек. На 2012 год альбом был сертифицирован Американской ассоциацией звукозаписывающих компаний как золотой.

## О концерте
Выступление, озаглавенное как A Happening in Central Park, состоялось и было записано на видеоплёнку в субботу, 17 июня 1967 года. Концерт, спонсируемый компанией Rheingold Beer, со свободным входом, состоялся на «Овечьем пастбище» Центрального парка в Нью-Йорке. Телевизионный спонсор Барбры, компания Monsanto, организовал запись концерта на видео с последующей трансляцией на CBS.
Специально для концерта Барбра взяла выходной от съёмок фильма «Смешная девчонка» и приехала из Калифорнии в Нью-Йорк. Барбра и её команда репетировали до самой поздней ночи в пятницу, 16 июня. Вечером, во время генеральной репетиции, было снято множество фотографий Барбры в концертных платьях и с лентой на голове. Её парикмахером-стилистом был Фред Глэзер. Одна из тех фотографий была использована для обложки её альбома A Christmas Album.
Режиссёр, обладатель «Эмми» Роберт Шеерер, запечатлел концерт на семь цветных видеокамер, в том числе расположенных на вертолёте.
Звукорежиссёр, многократный лауреат «Грэмми» Фил Рамон, рассказывал в интервью о своей работе над концертом в Центральном парке: «Это незабываемое шоу. Это было незабываемо для огромного количества людей. Этот концерт состоялся ещё до начала Вудстока, концертов перед крупными аудиториями. Тогда ещё не были даже разработаны аудиосистемы, способные обеспечить звук для таких концертов. Мы специально добавляли дополнительную систему. Марти, менеджер Барбры, сказал мне — 'Ты знаешь, я волнуюсь. Кто знает, сколько людей собирается прийти? Мы точно можем быть уверены, что во время концерта не будет воплей „Мы не слышим тебя, Барбра“?'. И я обещал ему, что этого не произойдёт […] И этого не произошло. Это была моя первая встреча с Нью-Йорком, и она прошла успешно […] Я помню, это был невероятно дождливый день. В результате, мы даже не смогли провести саундчек с ней и её музыкантами. Оркестр заявлял нам — 'Мы не сможем приехать в парк с нашими скрипками и гобоями. Там же повсюду вода'. Вечером, где-то в 17:30 или 18:00, они наконец согласились. Дождь в это время только прекратился […] На альбоме на самом деле нет всех записей, что мы сделали в тот день […] Лейбл сделал то, что хотел». Помимо дождя были и другие неприятности, осложняющие организацию концерта, так, были случайно перерезаны все звуковые кабели. Сама же Барбра опасалась, что на концерте будет мало зрителей, так как во время репетиции парк был совсем пуст (как позже выяснилось, его закрывали на время репетиций). Однако, в день концерта всё наладилось и прошло без помех. По оценке Департамента парка на концерте присутствовало около 135 000 человек, многие из которых пришли в парк за 16 часов до начала шоу.
Сцена, дизайном которой занимался Том Джон, была очень современной, хоть и достаточно простой. Лестница из органического стекла создавала иллюзию, будто Барбра шагает по воздуху. 200-футовая дорожка от главной сцены простиралась в аудиторию. Для съёмок с дальнего расстояния камера устанавливалась на подъёмный кран. Эта дорожка была использована только для съёмки заключительного номера концерта, «Happy Days».
Из-за дождя, а также позднего заката, концерт начался достаточно поздно, примерно в 21:45. Дирижёром оркестра на концерте выступил Морт Линдси. Барбра появлялась перед аудиторией в 135 000 человек со стеклянной лестницы, чтобы исполнить первую песню, «Any Place I Hang My Hat Is Home». Рядом со сценой, справа, расположились семья и друзья Стрейзанд — муж Эллиотт Гулд, сестра Рослин Кайнд, Белла Абсуг, мэр Джон Линдси, Кельвин Кляйн и Энди Уорхол. Роберт Шеерер рассказывал Гильдии режиссёров Америки, что специально выключил всё освещение на камерах (красные огоньки, свидетельствующие о записи), чтобы Стрейзанд не знала, где он находился. «Я хотел иметь возможность снимать с той точки, с которой я хочу, чтобы не было чувства будто она контролирует ситуацию. Это бы слишком сдерживало меня».
Концерт Барбры в Центральном парке длился 2,5 часа. Она спела 28 песен, большинство из которых было вырезано из финальной телевизионной версии. Полный список исполненных на том концерте песен:
Act One
- Overture†
- Any Place I Hang My Hat Is Home †
- The Nearness of You
- My Honey’s Lovin’ Arms †
- I’ll Tell the Man in the Street †
- Cry Me a River
- Folk Monologue / Value
- I Can See It
- More Than You Know †
- All the Things You Are †
- Down With Love
- Love Is Like a Newborn Child
- I Wish You Love †
- What Now My Love †
- Free Again†
- When the Sun Comes Out †

Act Two
- Where Am I Going? †
- He Touched Me
- Schloon Song
- Stout-Hearted Men †
- I’m All Smiles
- Marty the Martian
- Love Is a Bore
- I’m Always Chasing Rainbows †
- Natural Sounds
- Second Hand Rose
- People
- Silent Night
- Happy Days Are Here Again

† — вырезанные номера
Роберт Шеерер вспоминал: «После окончания ТВ-версии концерта, я показал запись Барбре, и она попросила внести лишь одно изменение, один кадр… Это был кадр испанской леди, который я не использовал, только потому, что он был не в фокусе. Она же, по каким-то причинам, очень любила этот кадр, поэтому я ответил 'Конечно'. Это единственное изменение, которое я внёс. Специально для Барбры».
Концерт в Центральном парке во многом стал ответственным за развитие известной боязни сцены Стрейзанд. В 1994 году она рассказывала в интервью Джин Сискелу, что её боязнь сцены «началась в 1967 году, во время арабско-израильской войны, когда я давала большой концерт в Центральном парке. Там присутствовало 135 000 человек. Мой фильм [Смешная девчонка] был запрещён в Египте. Правительство заявило, что [так как Омар Шариф] был арабом, а я еврейкой, они не будут показывать ни один из моих фильмов. Так что, я боялась, что кто-то может просто выстрелить в меня во время концерта. Я стала быстро ходить по сцене кругами. И я забыла слова… а это самый большой кошмар артиста. Это так пугало меня — полное отсутствие контроля». Барбра забыла слова песни «When the Sun Comes Out». Как она сказала Барбаре Уолтерс в интервью: «Это даже не было очаровательным или милым. Нет. Я была в ужасе».
Накидка, в которой Барбра выступала в первом акте концерта, была создана Ирен Шарафф, которая также занималась дизайном костюмов для фильма «Смешная девчонка». Накидка была продана за 4080 долларов в 2004 году на аукционе.

## Об альбоме
Во время своего концерта в Центральном парке Барбра исполнила две песни, которые она не записывала ни для одного другого альбома. Оскар Браун записал четыре альбома на лейбле Columbia Records, и песня «Love Is Like a Newborn Child» присутствовала на его альбоме 1962 года Between Heaven and Hell, аранжированная Куинси Джонсом. Другой песней стала любимая фанатами «Natural Sounds» Лана О’Куна с мюзикла «Жонглёр». Сюжет мюзикла вращался вокруг уличного артиста, единственный талант которого — жонглирование — он предлагает статуе Девы Марии в качестве рождественского подарка. Эта средневековая религиозная волшебная история, поставленная по произведению французского писателя Анатоля Франса 1892 года «Жонглёр Богоматери», рассказывает о том, как статуя ожила. Стрейзанд работала с О’Каном ранее в 1960-х, и продолжит работу в 1970-х, в том числе, над песнями «The Minute Waltz», «The Best Gift» и «Piano Practicing». Лан О’Кан позже напишет сценарий телевизионного фильма «Жонглёр Богоматери» 1982 года, роль Девы Марии в котором сыграет Мелинда Диллон. Стрейзанд снималась с Диллон в фильме «Повелитель приливов» в 1991 году.
Существуют слухи, которые часто подтверждаются суждениями поклонников Стрейзанд и многочисленными её биографиями, что некоторые записи на этом альбоме были сделаны 9 июля 1967 года на концерте Барбры в Голливуд-боул. На самом же деле, единственная заменённая запись на альбоме — монолог, предшествующей песне «Value». Монолог, который Барбра читала тем вечером в Центральном парке, был очень длинным и хаотичным. Для сокращения длительности альбома, Columbia Records заменили его монологом, который она прочла во время концерта в Голливуд-боул, более коротким и удачным. Весь другой вокал на альбоме соответствует записи концерта в Центральном парке в Нью-Йорке.
Порядок композиций на альбоме отличается от реально исполненного. Это связано с тем, что лейбл располагал песни, исходя из цели улучшения «общего звучания» пластинки. Так, «I Can See It» была спета в конце первого акта концерта, а не была открывающим номером. Первой Барбра исполнила на концерте песню «Any Place I Hang My Hat Is Home». «Mississippi Mud» предшествовала «I Can See It», а не «Marty the Martian», как на альбоме.
Фотография, использованная для обложки альбома, впервые была напечатана в репортаже The New York Times о прошедшем концерте.
Альбом был ремастерирован в 1994 году. Джон Арриас, занимавшийся ремастерингом, в интервью рассказал, что использовал для создания компакт-диска видеоплёнки, так как их звучание было лучше записей, сделанных Columbia той ночью.
Видеозапись концерта была выпущена впервые на VHS в 1987 году. Ранее, в начале 1980-х компания All Star Video распространяла нелегальные видеоплёнки с записью. В 1981 году, Стрейзанд подала на All Star Video иск, требуя возмещение 11 миллионов долларов за «нелегальную продажу видео записей выступления». Официальная версия концерта, показанная в 1960-х на CBS была выпущена в 1987 году, в тандеме с релизом на VHS One Voice. Специально для этого, Барбра сняла вступительные комментарии к A Happening in Central Park. Аналогичная запись вышла в 2005 году на DVD.

## Чарты
Альбом дебютировал в альбомном чарте США Billboard Top LPs 12 октября 1968 года с 86-го места, а на десятой неделе своего пребывания достиг пик-позиции — № 30. Альбом провёл в чарте 20 недель и 29 января 1990 года был сертифицирован как золотой.

## Список композиций
| №  | Название                        | Автор(ы)                | Длительность |
| -- | ------------------------------- | ----------------------- | ------------ |
| 1. | «I Can See It»                  | Том Джонс, Харви Шмидт  | 2:58         |
| 2. | «Love Is Like a New Born Child» | Крис Браун              | 2:55         |
| 3. | «Folk Monologue/Value»          | Джеффри Д. Харрис       | 4:45         |
| 4. | «Cry Me a River»                | Артур Гамильтон         | 3:05         |
| 5. | «People»                        | Боб Меррилл, Джул Стайн | 4:43         |

| №  | Название                                                                                      | Автор(ы) | Длительность |
| -- | --------------------------------------------------------------------------------------------- | --- | ------------ |
| 1. | «He Touched Me»                                                                               | Айра Левин, Милтон Шейфер | 3:07         |
| 2. | «Medley: «Marty the Martian/The Sound of Music/Mississippi Mud/Santa Claus Is Coming to Town» | Джеффри Д. Харрис — Ричард Роджерс, Оскар Хаммерстайн II — Гарри Баррис, Джеймс Кавано — Джон Фредерик Кутс, Хейвен Гиллеспи | 2:40         |
| 3. | «Natural Sounds»                                                                              | Лан О’Кун | 3:08         |
| 4. | «Second Hand Rose»                                                                            | Грант Кларк, Джеймс Ф. Хэнли                                                                                                 | 3:01         |
| 5. | «Sleep in Heavenly Peace (Silent Night)»                                                      | Франц Ксавьер Грубер, Джон Фриман Янг                                                                                        | 3:34         |
| 6. | «Happy Days Are Here Again»                                                                   | Милтон Эйджер, Джек Йеллен                                                                                                   | 3:19         |

## DVD
| №                   | Название                                 | Длительность |
| ------------------- | ---------------------------------------- | ------------ |
| 1.                  | «Introduction»                           |              |
| 2.                  | «The Nearness of You»                    |              |
| 3.                  | «Down With Love»                         |              |
| 4.                  | «Love Is Like a New Born Child»          |              |
| 5.                  | «Cry Me a River»                         |              |
| 6.                  | «Folk Monologue/Value»                   |              |
| 7.                  | «Can See It»                             |              |
| 8.                  | «The Sound of Music»                     |              |
| 9.                  | «Mississippi Mud»                        |              |
| 10.                 | «Santa Clause Is Coming to Town»         |              |
| 11.                 | «Love Is Bore»                           |              |
| 12.                 | «He Touched Me»                          |              |
| 13.                 | «English Folk Song»                      |              |
| 14.                 | «I’m All Smiles»                         |              |
| 15.                 | «Marty the Martian»                      |              |
| 16.                 | «Natural Sounds»                         |              |
| 17.                 | «Second Hand Rose»                       |              |
| 18.                 | «People»                                 |              |
| 19.                 | «Silent Night (Sleep in Heavenly Peace)» |              |
| 20.                 | «Happy Days Are Here Again»              |              |
| Общая длительность: | Общая длительность:                      | 54:00        |